# Literátská škola (Prachatice)
Literátská škola (Prachatice), Děkanská č.p. 30, též zvaná Městská škola, Latinská škola nebo také Rektorský dům je renesanční budova školy z poloviny 16. století v blízkosti kostela sv. Jakuba v Prachaticích, s atikou ve formě cimbuří a mohutným rizalitem směrem do parkánu. Dům je součástí městské památkové rezervace Prachatice Od 3. května 1958 chráněná kulturní památka.

## Popis
Budova je situována na malé parcele severovýchodně od kostela sv. Jakuba Většího v Děkanské uličce a je součástí bloku domů mezi kostelem a vnitřní městskou hradbou, společně s Heydlovým domem (č.p. 29) a č.p. 28. Renesanční jednopatrový dům s atikovým polopatrem, přistavěný k vnitřní gotické hradbě ve druhé čtvrtině 16. století. Fasádu domu pokrývá hrubá, pouze lžící strhávaná omítka šedé barvy, orámování okenních otvorů a vrcholové části atiky jsou pokryty světlou hlazenou omítkou. Fasáda vrcholí atikou ve formě cimbuří s nárožními věžičkami, obíhající po celém obvodu střechy. Střecha objektu za atikou je pultová a sedlová se dvěma odtokovými úžlabími. Fasáda do Děkanské uličky je jednoosá, boční fasáda tříosá a fasáda do parkánu pětiosá. Součástí východní fasády do parkánu je předsazený rizalit na třech mohutných pilířích, předstupující před vnitřní městskou hradbu. Fasádu rizlalitu pokrývá sgrafito ve formě psaníček a malovaná tabule s latinským nápisem. Hlavní vstup do objektu z Děkanské ulice tvoří pozdně gotický výžlabkový portál s vodorovným nadpražím. Z období gotiky pochází přiléhající hradební zeď, zdivo přízemí a prvního patra a klenby v přízemí. Atikové patro s cimbuřím a rizalit, včetně malířské výzdoby, pochází z roku 1557. Objekt je dochován v relativně intaktním stavu s minimem přestaveb a jeho původní dispoziční členění je dobře čitelné. V domě sídlila městská partikulární (latinská) škola, byl zde i byt rektora školy. Součástí školy byla i výuka literního umění a výuka českého a latinského chrámového zpěvu (proto též Literátská škola). Jednalo se také o školu partikulární (dvoustupňovou), tedy taktéž zvanou latinská, kde byla ve druhém stupni (na prvním stupni se vyučovalo čtení, psaní a počítání) vyučována latina. Účel školy bylo připravit žáky na universitní studium, dohled nad školou zajišťovala universita, která také vzdělávala jejich učitele. Městskou školu spravoval správce (rektor) školy, univerzitně vzdělaný, někdy s akademickou hodností bakaláře. Jeho pomocníci byli kantoři, kteří vyučovali na městské škole hudbu a zpěv. Těmto předmětům vyučovali nejen školní mládež, ale měli na starost i organizaci zpěvu v kostele. Někdy byl součástí školního sboru i succentor, tedy pomocník. Škola byla dříve spojena se starou sakristií a malým kůrem v presbytáři, v kostele sv. Jakuba staršího, venkovní chodbou v úrovni prvního patra (jak dokládá vstupní otvor a krakorec ve staré sakristii).

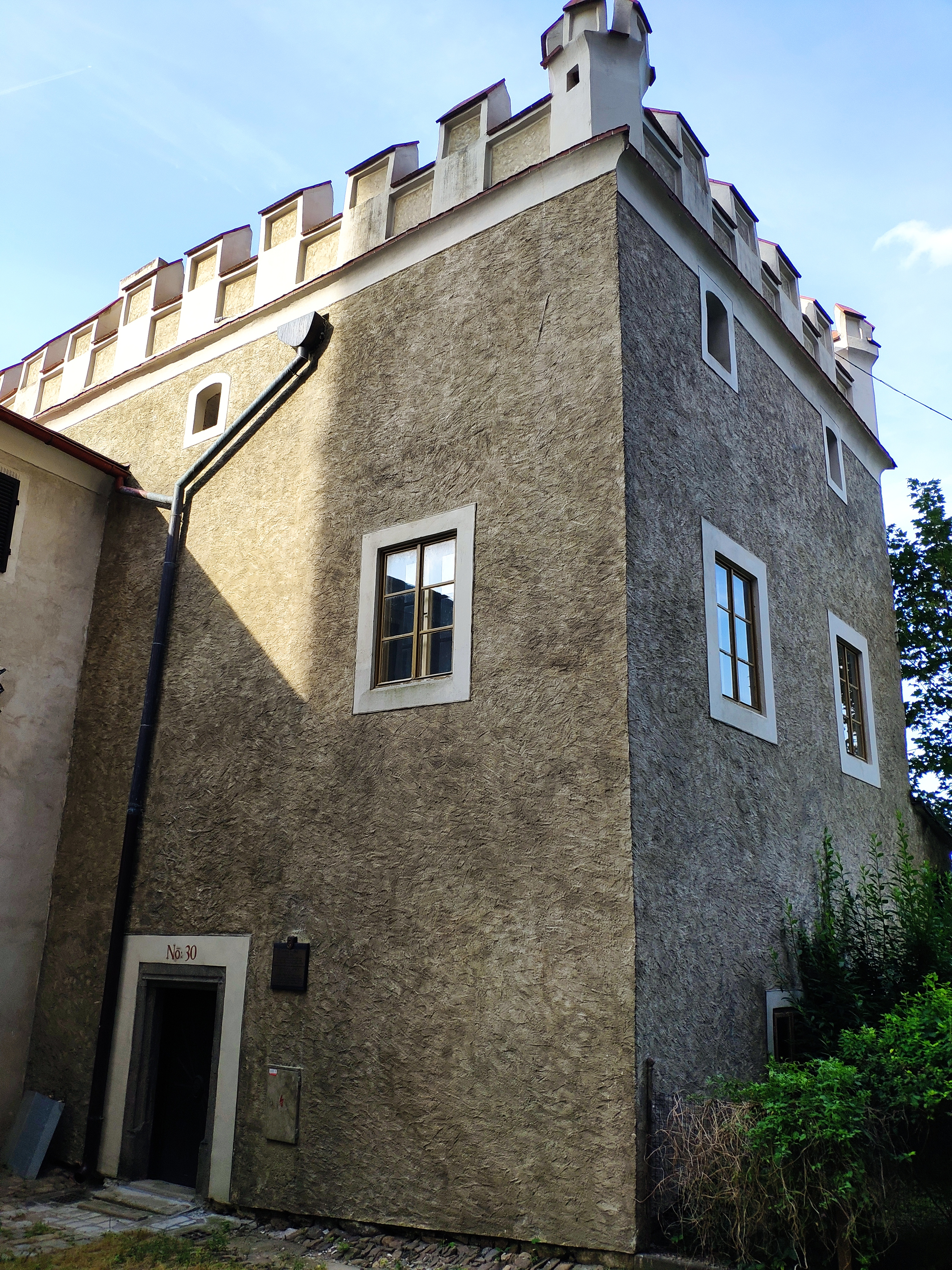
Literátska škola, pohled z Děkanské ulice

## Popis malované a sgrafitové výzdoby rizalitu
Sgrafito a nástěnná malba pokrývá fasádu rizalitu na třech stranách směrem do parkánu. Plochu mezi okny a pod okny pokrývá ve třech vrstvách nad sebou sgrafitové kvádrování ve formě psaníček. U pravého nároží rizalitu za oknem je namalován iluzivní dórský sloup. Nalevo od středu fasády je mezi okny malována tabule s částečně poškozeným latinským nápisem:
"TABULA CONTINENS NOMINA VIRORUM IN HOC OPERE IN STANTER AC SEDULO LABORANTIUM 1557 // magistratum dum steiskal docte gubern // (...)cantum dum Beronius (...) trahit // schola conditur sacris adicitur camaenis // camaenis sacris conditur uniturus // hic tutor doctarum artium schola // ac sas absque camae (...)nas //praesens fuit Kutill quoque (...) georgi // nec habet firmum facta schola statum // cum sumit mecaenas condere // parochi ..,. atque patris noster (...) fabri // posui sub opera (...) osque labo // officia fecit ultra // ergo meritis clari virtute patroni // impertiri sua primus praemia velit deus // vivite felices oppidani ferte tagulam // pergite frugiferas aedificare scho(…)"

Ve velmi volném překladu by šlo text, i přes chybějící části, přepsat následujícím způsobem:
"DESKA SE JMÉNY MUŽŮ, KTEŘÍ SE PODÍLELI NA TOMTO DÍLE, VYTRVALE A ČINORODĚ 1557 // Když městskou radu Steiskal moudře řídil // a Beronius převzal zpěvu učení // škola byla založena a pozdvižena církevním zpíváním // písněmi božími obohacena a sjednocena // se školou, strážkyní učených věd // dříve nebylo múz // Jiří Kutill také přítomen byl // škola neměla dříve stabilního postavení // než převzal ji zakládající náš mecenáš // pastor a otec náš // Práce na díle uložené jeho jménem // vykonány byly nad rámec povinností: // pro slávu našeho význačného mecenáše // bůh chce, aby odměna vaše první byla dána // Žijte slavně měšťané, pozdvihujte úroveň a pokračuje ve zlepšování školy."

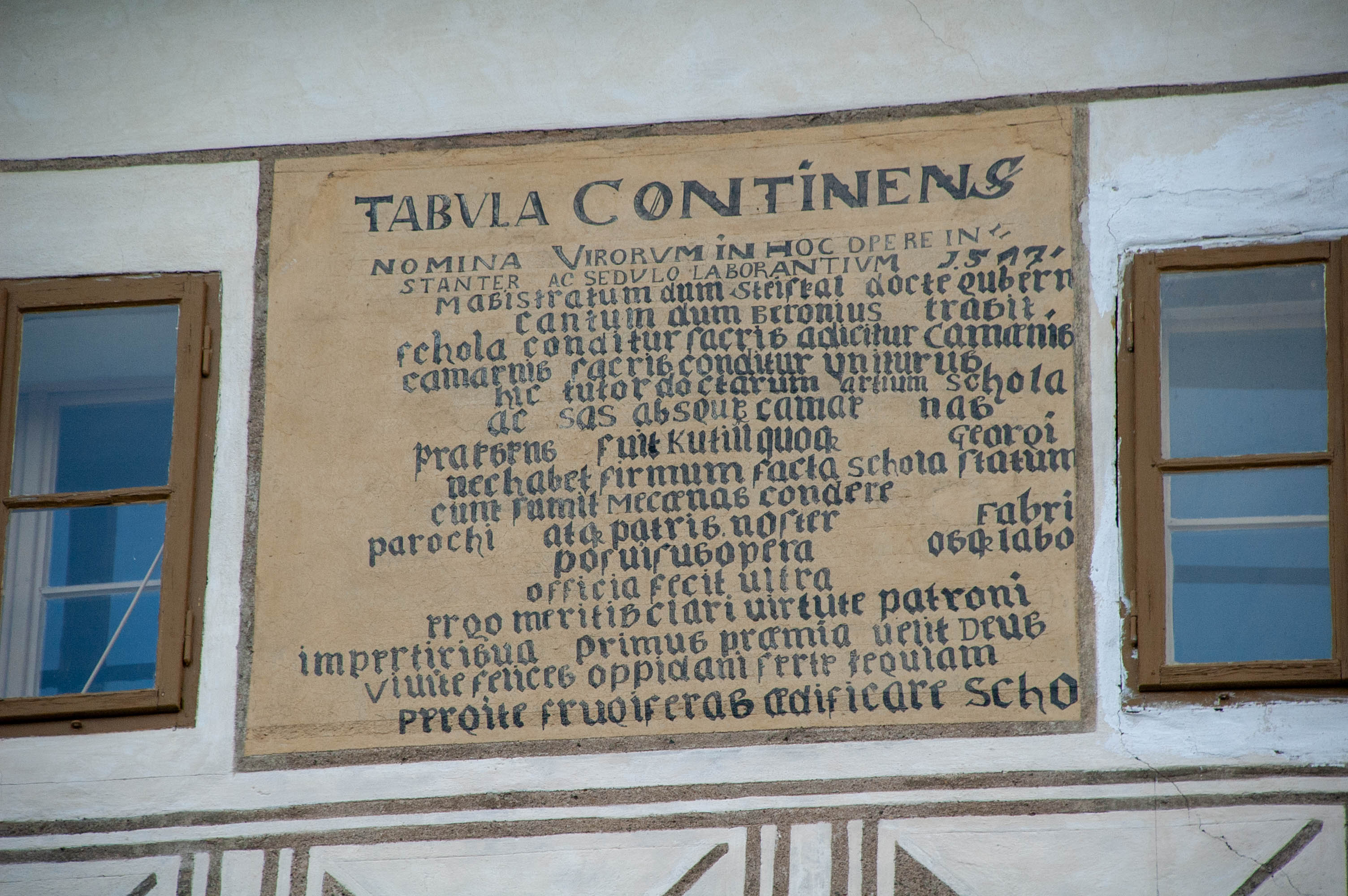
Literátská škola, rizalit do parkánu, tabule s latinským nápisem

Deska nás tak informuje o rozšíření školy o stálou výuku chrámového zpěvu, oním mecenášem je pak pravděpodobně sám Vilém z Rožmberka. Nápis vznikl pravděpodobně až na začátku 70. let 16. století. Informaci o rozšíření školní výuky a mecenášství ostatně potvrzuje zápis v pamětní knize literáků (jde o přepis části privilegia pro literátské bratrstvo sepsané Vilémem z Rožmberka v roce 1569) o tom, že Vilém z Rožmberka obnovil a zvelebil školu prachatickou: 
"Nebo šťastně (původem svrchované milosti, měvše o tom sobě vnuknutí) když jsme se již pokusili a školní učení v lepší řád ustanoviti umínili".

 Dále je v privilegiu zmíněna důležitá věta, 
"Poněvadž patrně jest škola taková nám vydává lidi, kteří v tomto našem nynějším předsevzetí hoditi se mohou.."

ze které vyplývá, že k rozšíření výuky školy o literní umění a chrámový zpěv došlo pravděpodobně dříve, něž bylo obnoveno literátské bratrstvo ve městě.

## Historie školy
Za nejstarší písemnou zmínku o existenci městské školy lze považovat zápis z roku 1312, kdy se mezi členy městské rady uvádí Konrád (z Netolic), učitel školy, jehož syn byl později městským písařem. Městský písař býval obvykle ve 14. a 15. století i správcem školy. Další svědectví o existenci školy nalezneme v zápise z roku 1383, který nás informuje o vraždě v ulici vedle školy. Z roku 1383 pak pochází přípisek, o tom, že konšelé a město se vzdávají částky, odváděné Vyšehradskou kapitulou ze vsi Zdenice, ve prospěch školního mistra. Z roku 1392 se pak zachoval zápis o vraždě učitele školy Štěpána. Přesná poloha školy ve 14. století není přesně známa, nicméně se předpokládá její umístění na přibližně stejném místě, pouze o něco dále od městské hradby (pravděpoodbně částečně i na místě dnešního Heydlova domu, po požáru města v roce 1501 pak byla vystavěna nová budova školy na současné parcele). Současná budova školy je pravděpodobně až z první poloviny 16. století, kdy po dokončení třetího okruhu vnějšího opevnění města, pozbyl vnitřní okruh hradeb částečně své obranné funkce a budova tak mohla být prodloužena až k městské hradbě. Stížnosti na stav budovy školy nalezneme v zápise bakaláře školy z roku 1554, následně byla budova, pravděpodobně v roce 1557, nákladně přestavěna a rozšířena do dnešní podoby. V následujících letech 1572 a 1591 následovaly další menší opravy, týkající se např. komína v zaklenuté místnosti bytu školního kantora. Ve škole se také pěstovalo divadlo, což dokládá zápis z roku 1561, kdy učitel Jan Veverýn dostal odměnu „za recitování komedie" a z roku 1570 kdy žáci se svým učitelem Melicharem nacvičili divadelní hru „Komedie o Zuzaně“. Z roku 1589 se dochovalo usnesení městské rady: „Rodiče dávejte dítky do školy, aby z nich klukové a střelci nebyli“, zároveň součástí zápisu je i upozornění na kvalitu školních obědů a aby místo školních obědů nedostávali žáci pouze peněžní náhradu. Učitel byl placen z městské pokladny a to jak dohodnutou částkou v kopách grošů, zpravidla čtvrtletně, tak hojně i v naturáliích. K placení se však měšťané mnohdy příliš neměli a tak si musel přilepšovat koledováním během vánočních svátků. Žáci městské školy pak byli stravováni jednotlivými měšťany, kteří se v zajišťování obědů postupně střídali, od města pak dostávali žáci navíc ještě celkem 30 grošů týdně. Stížnosti na kvalitu dodaného jídla byly pak velmi časté, např. z roku 1585 obecná stížnost na kvalitu obědů od školního správce, z roku 1639 stížnost děkana školy na měšťana Jana Magera, „jež velice špatný oběd přistrojil“. Další opravy školy následovaly i v 17. století, v roce 1640 byla „zanesena stoka ve škole“, zápis se zřejmě týká pevnostního vodovodu, protékajícího pod domem ze severozápadního rohu náměstí směrem do příkopu v parkánu. Z roku 1640 a 1641 se objevují zápisy o poruše odtokového mezistřešního žlabu a zatékání střechou. V roce 1653 bylo opraveno zasklení oken malými terčíky a generální opravou prošla kachlová kamna. Stížnosti na chování se však týkali i učitelů (zejména v době třicetileté války a po ní, kdy úroveň školy značně poklesla), např. v roce 1632 a 1646 byli učitelé napomínání kvůli opilství, vysedávání v hospodách (Tobiáš Hartamnn „špatně mládež vyučuje a povolání svého zanedbává, více v hospodě u Netáhlů bejvá nežli ve škole a i rvačku včerejšího dne způsobil“) i své rozpustilé noční morálce. V roce 1756 a 1759 byla na střechu položena nová šindelová krytina. V roce 1775 vstoupil v platnost nový školní řád Marie Terezie týkající se povinné školní docházky dětí ve věku 6 až 12 let s trojstupňovou školskou soustavou, následkem byl vzrůstající počet školních žáků a potřeba výstavby nové školní budovy. V roce 1781 se zvažovalo postavení nové školní budovy v prostoru parkánu, v roce 1789 nedaleko Horní brány. Další opravy šindelové střechy školy proběhly v roce 1783. Počet žáků i nadále rostl, v roce 1794 to bylo 221 (126 chlapců a 95 děvčat), v roce 1824 už 277 dětí. V roce 1824 byla v č.p. 82 otevřena přípravná třída, v letech 1841–1842 pak byla postavena nová škola v Husově (dříve Školské) ulici.

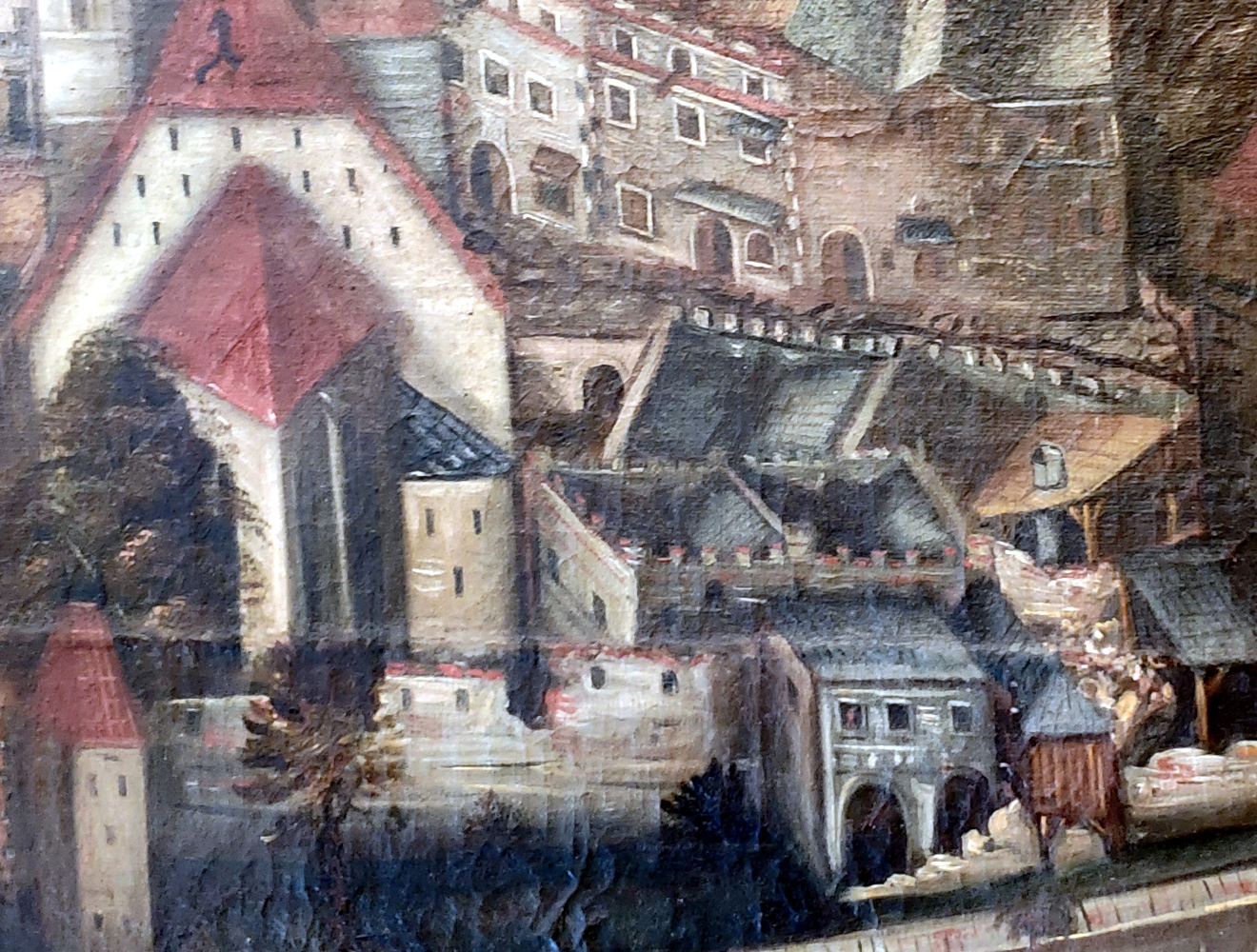
Literátská škola (vpravo dole) v roce 1670 na obrazu Prachatic od Jindřicha de Verle (Prachatické muzeum)

Významné učené osobnosti navštěvující s největší pravděpodobností prachatickou školu v období středověku a raného novověku:
Křišťan z Prachatic (cca 1366–1439, astronom, lékař, matematik, hvězdář, rektor pražské university a děkan filozofické fakulty)
Jan Hus (cca 1370–1415, narozen v nedalekém Husinci, kněz, církevní reformátor a vysokoškolský pedagog)
Václav Menšík z Prachatic (rektor pražské university od roku 1385)
Michal z Prachatic (kolem roku 1406 notářem pražské university)
Václav z Prachatic (rektor pražské university v letech 1439–1454)
Jakub Menšík z Menštejna (vysoký královský úředník na dvoře Rudolofa II a Matyáše v letech 1584–1614)
Dále pak pravděpodobně i stavitelé:
Petr z Prachatic (pokračovatel parléřovské stavební huti pracující ve Vídni, jeden ze stavitelů katedrály sv. Štěpána a kostela Maria am Gestade)
Jan z Prachatic (stavitel katedrály sv. Štěpána, převzal stavbu po Petrovi z Prachatic, je autorem dostavby velké jižní věže katedrály)
V Prachaticích bylo také sepsáno v roce 1469 Janem z Rabštejna významné humanistické literární dílo „Dialogus“. Jan z Rabštejna studoval v Boloni a vlastnil rozsáhlou, humanisticky orientovanou knihovnu. Knihovna se dodnes zčásti zachovala a pod názvem „Prachatická knihovna“ je umístěna v klášteře Drkolná (Schlägl) v Rakousku, nedaleko českých hranic.

## Literátské bratrstvo

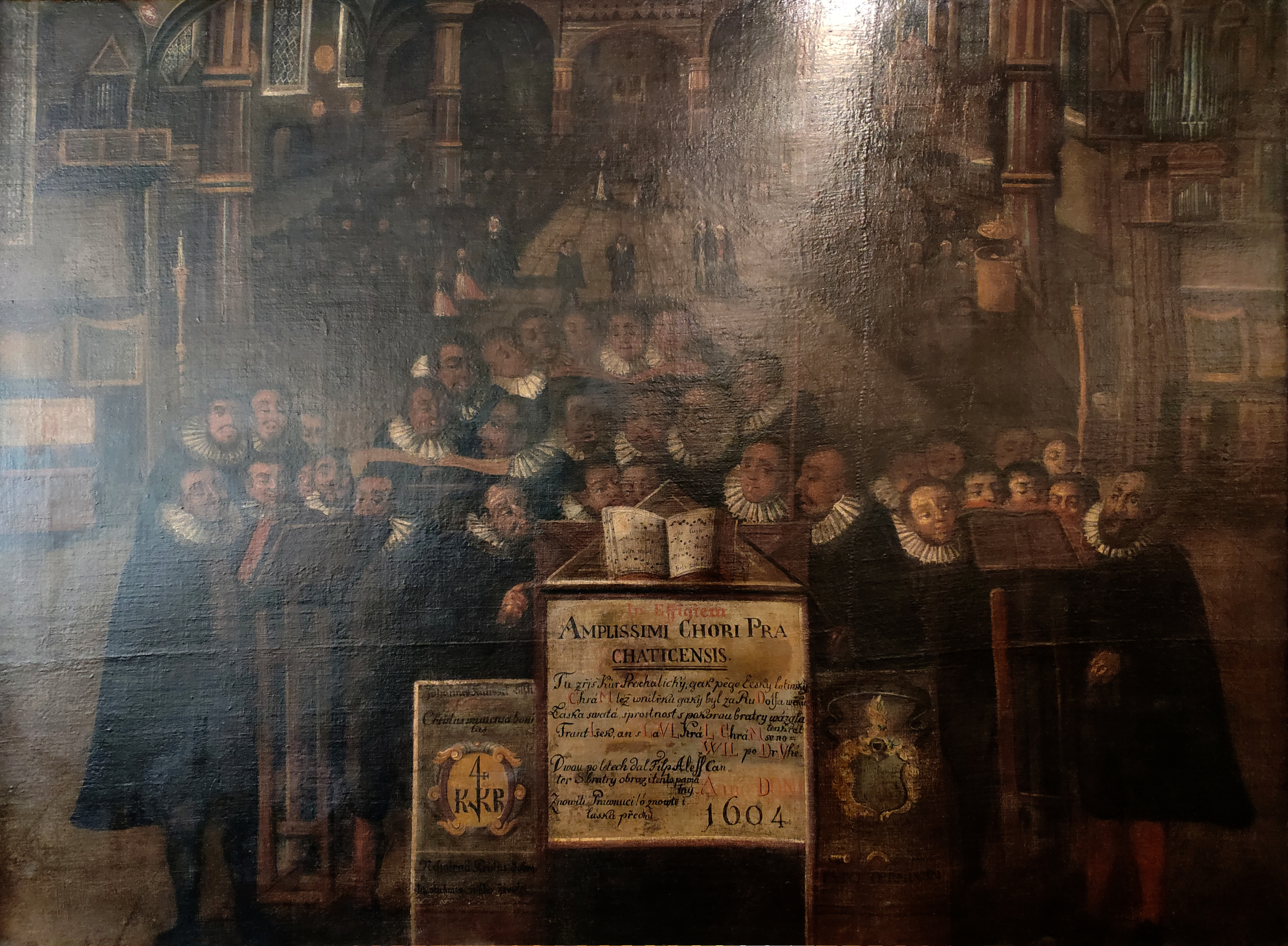
Obraz literátského bratrstva v Prachaticích z roku 1604 (Prachatické muzeum)

Literátské bratrstvo bylo sdružení vzdělanějších měšťanů, kteří se scházeli ke společnému bohoslužebnému zpěvu při nedělních a svátečních ranních mších a při adventních rorátech. Spolek kromě zpěvu, latinského a českého, provozoval také literární a další umělecké činnosti. Činnost spolku byla úzce spjata s existencí městské školy, s kostelem a městskou radou. Zatímco běžné denní bohoslužby doprovázeli svým zpěvem pravděpodobně pouze žáci městské školy, o nedělích a svátcích tuto činnost přebíral sbor Literátského bratrstva. Spolek se dělil na dva kůry, latinský a český, každý měl vlastní správce. Latinský dva a český čtyři. Spolek měl i vlastního písaře, který zapisoval i do "pamětní knihy literátského bratrstva" (zápisy jsou s let 1569 až 1949).

Prachatické literátské bratrstvo fungovalo pravděpodobně již na konci 14. století, zaniklo však během husitských válek v 15. století. Následně bylo pravděpodobně kolem roku 1490 obnoveno (v kostele sv. Jakuba plánována i výstavba zpěváckých tribun, nakonec nerealizovaných), poté v průběhu 16. století opět zaniklo. Znovu jej obnovil až v roce 1569 Vilém z Rožmberka, který v dopise píše o obnově dříve zaniklého spolku: 
„Věrní milí. Taková jest při nás pilnost z strany pravého spravování obcí, že nikdo bez pečlivé starosti nejsme, kterak by jejich zavedení v předešlý způsob zase uvedeno a obráceno býti mohlo….což by snadně mimo naději státi se mohlo kdybychom starodávného toho obyčeje vzácnosti (jejíž nyní v lepší způsob uvésti se snažíme) v tomto městě zašlosti trpěli.“

Statuta bratrstva z roku 1569 nařizovala literátům scházet se před každým zvoněním na faře, farář měl právo schvalovat rektora literátské školy, díky čemuž docházelo se sporům konšelů s farářem. Ke schůzím se spolek literátů scházel především ve velkém sále v přízemí Staré radnice nebo v domech jednotlivých členů.
Literátské bratrstvo se také účastnilo pohřbů (především svých členů, za tímto účelem měl spolek později i dva nákladné pohřební vozy) a také mělo během roku několik církevních slavností, určených k uctění patrona oltáře. Spolek si osvojil hned několik světců, sv. Alžbětu, sv. Barboru, sv. Kateřinu, sv. Dorotu, sv. Markétu, hlavní patronkou však byla Nejsvětější Trojice a Panna Maria. Spolek finančně podporoval i Vilém z Rožmberka. Nejstarší dochovaný Prachatický kancionál z dílny knihtiskaře Sixta Steinhauera pochází z roku 1554. V roce 1608 zakoupil jeden člen v Norimberku pozoun, tehdy ještě stále poměrně nový a nákladný nástroj. Roku 1610 daroval další člen český utrakvistický kancionál Tomáše Řešátka. V roce 1615 pak Václav Vít Chlumecký daroval spolku jiný utrakvistický kancionál, dnes známý pod jménem "Prachatický kancionál". Latinské zpívání přestalo před rokem 1737. České zpívání pokračovalo i přes výrazné poněmčení Prachatic v 19. století i nadále. Literátské bratrstvo v Prachaticích zcela zaniklo až v roce 1949. Z existencí literátského bratrstva v Prachaticích jsou spojeny dvě významné hudební památky z 16. a 17. století. První z nich je již zmíněný „Prachatický kancionál“, jedna z nejvýznamnějších hudebních památek ze začátku 17. století a dále je to osobnost a hudba hudebního skladatele Ondřeje Chrysopona Jevíčského, působícího v Prachaticích mezi léty 1570 až 1585. Jakým tvůrčím prostředím byly Prachatice v předbělohorské době a Literátské bratrstvo především, dokládá velké množství umělecky tvůrčích osob zde v této době působících, za všechny snad jen zmínka o Bartoloměji Cirrinovi (od roku 1599 byl učitelem školy), básníkovi a hudebním skladateli, reflektujícím ve své tvorbě zdejší kulturní prostředí a šířící odsud své skladby do dalších koutů království.  Významnou památkou je i "Obraz literátského bratrstva" z roku 1604 (nebo 1607), zachycující členy literátského bratrstva i vnitřní podobu kostela na začátku 17. století. Obraz dal namalovat nebo sám namaloval měšťan a člen bratrstva Jan Kulíšek Březnický.

## Galerie

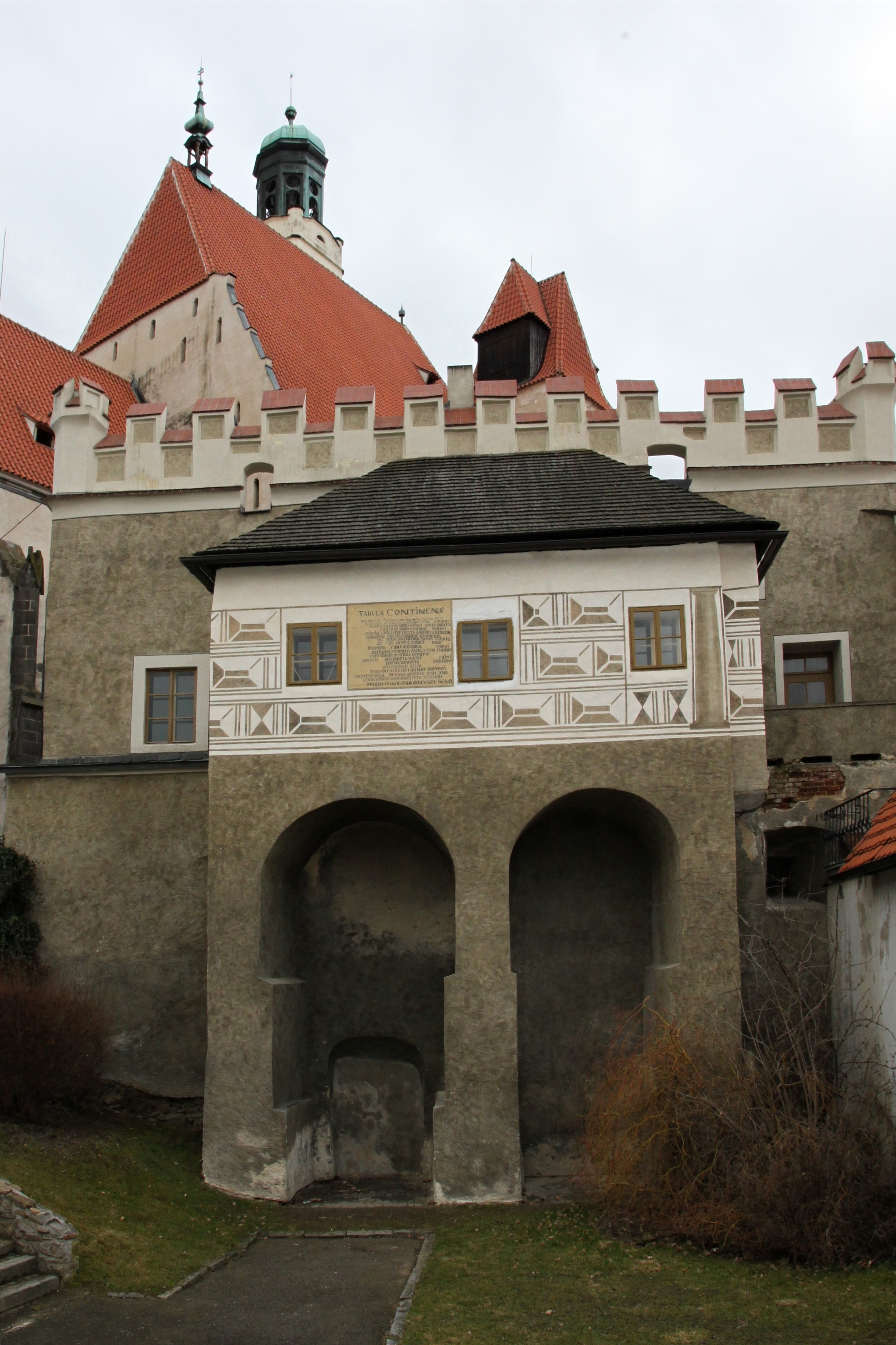
Literátská škola, pohled z parkánu
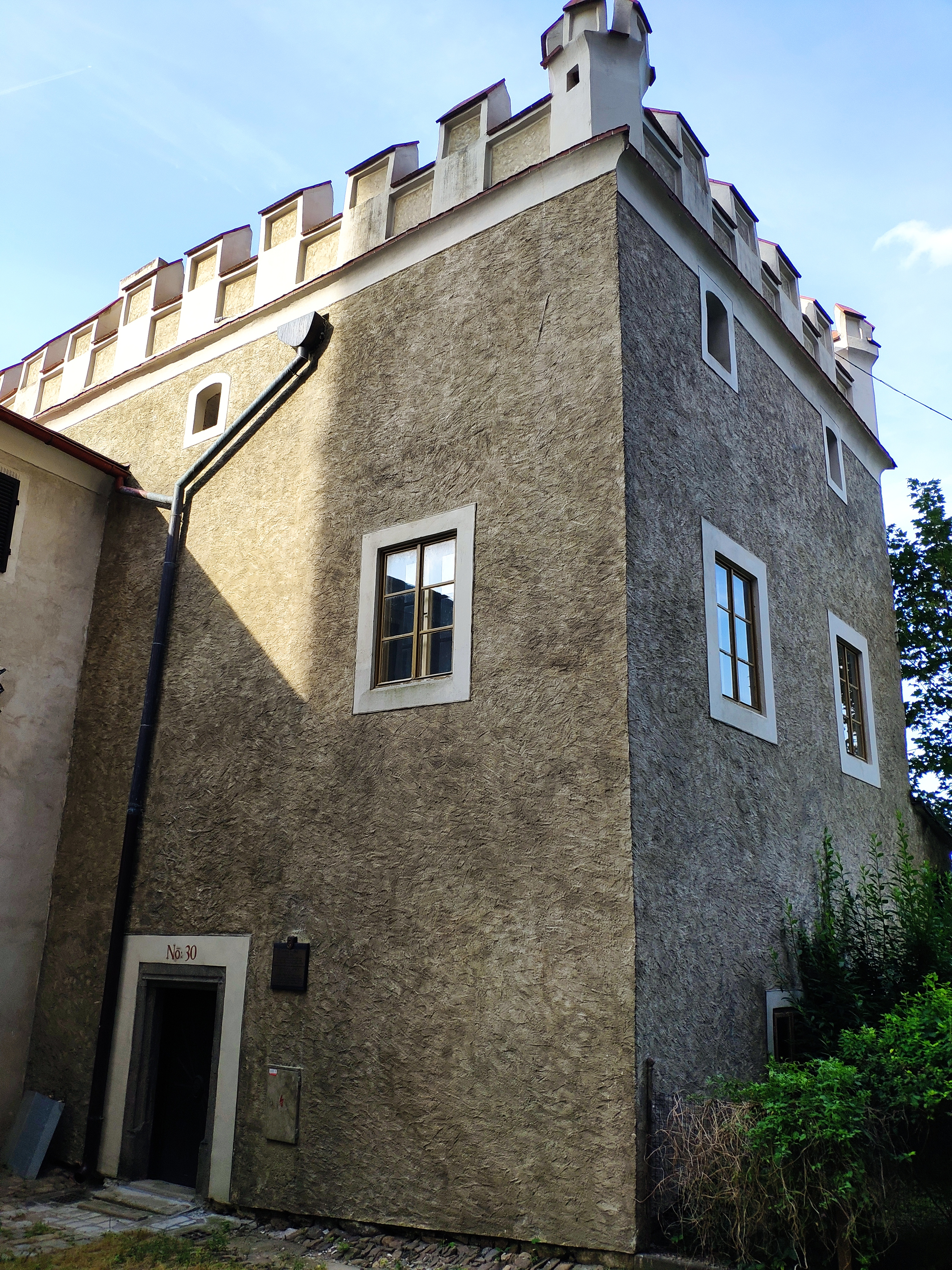
Literátska škola, hlavní vstupní průčelí z Děkanské ulice
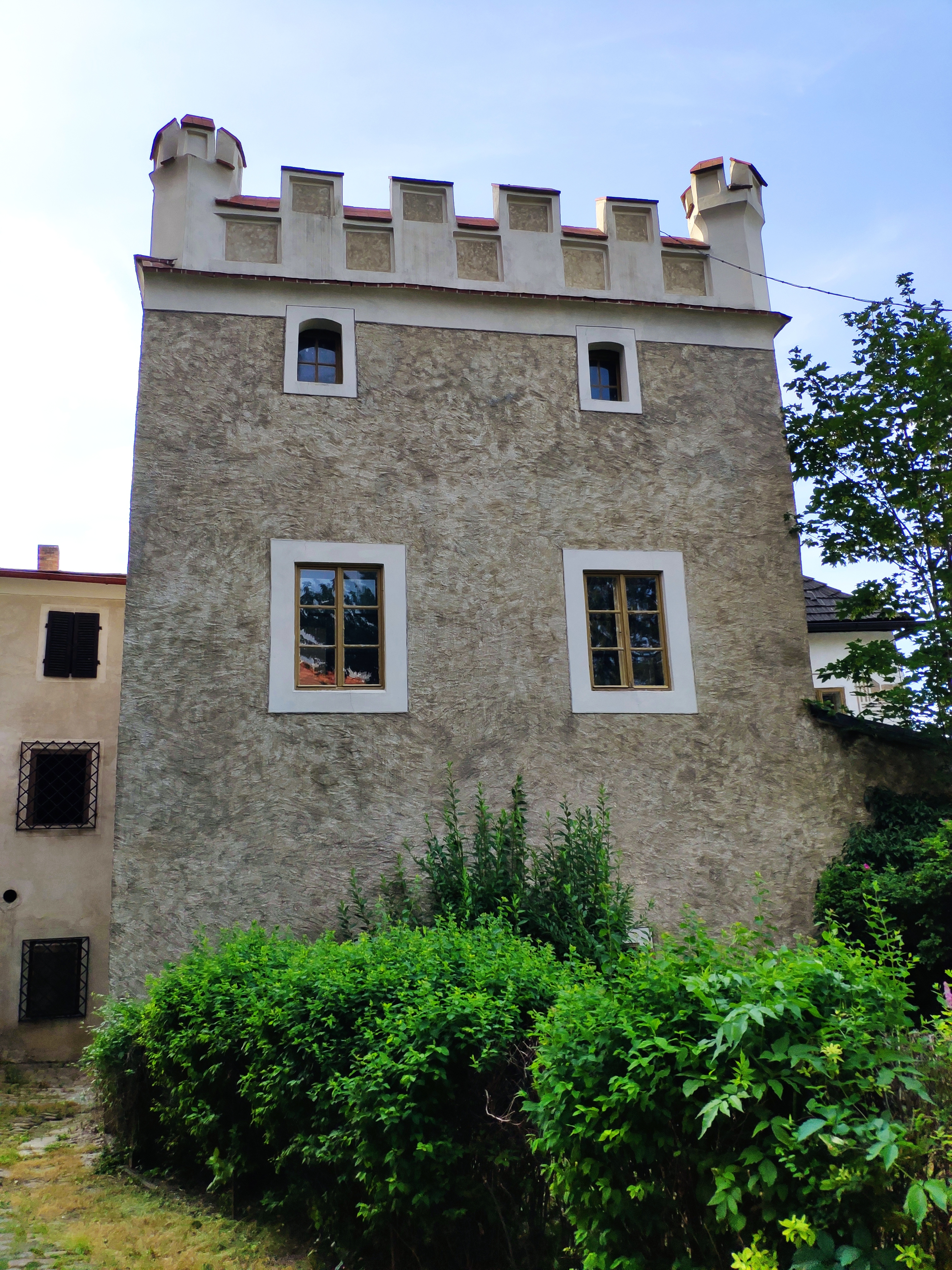
Literátska škola, boční pohled z Děkanské ulice
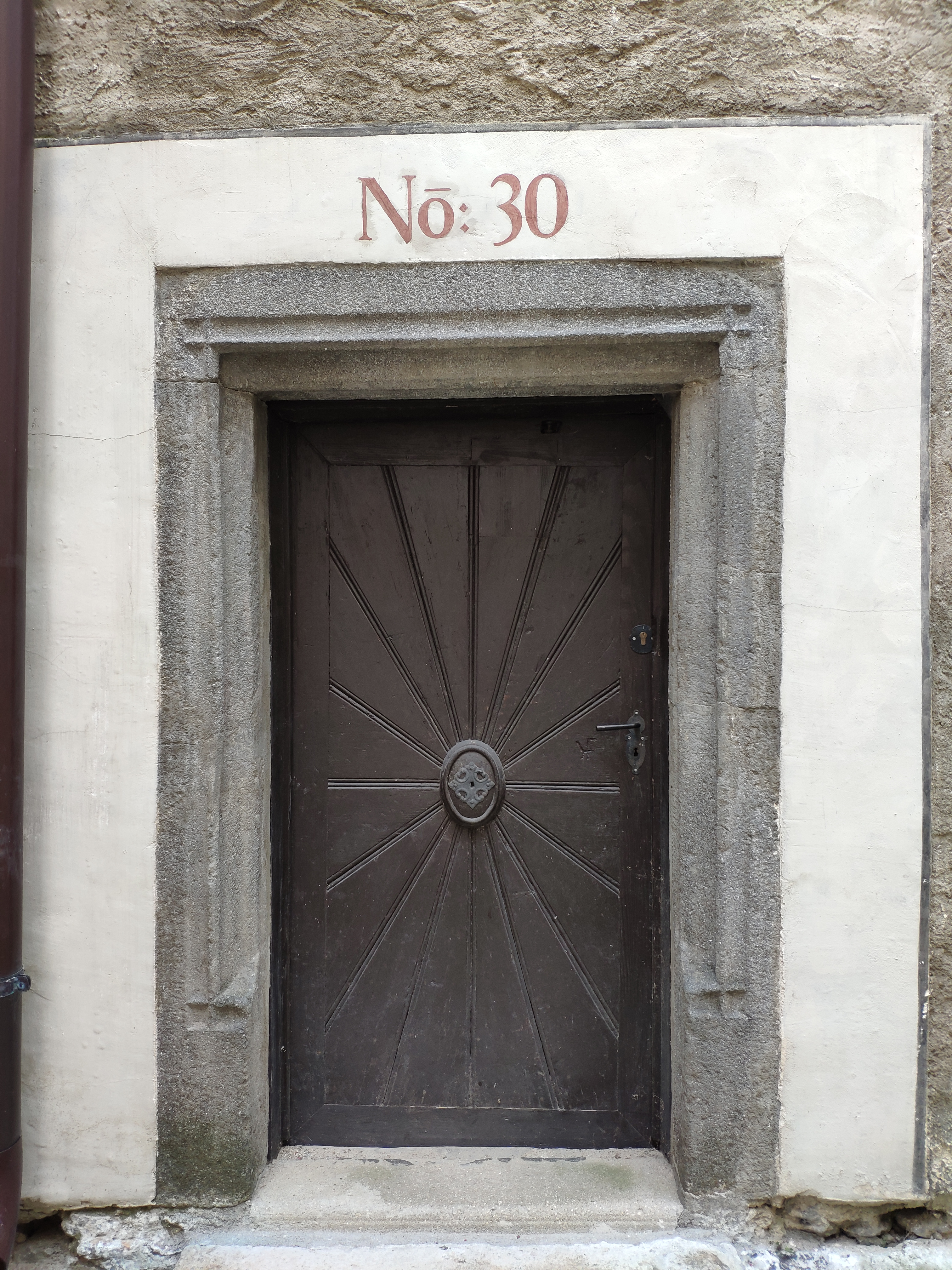
Literátska škola, vstupní portál z Děkanské ulice
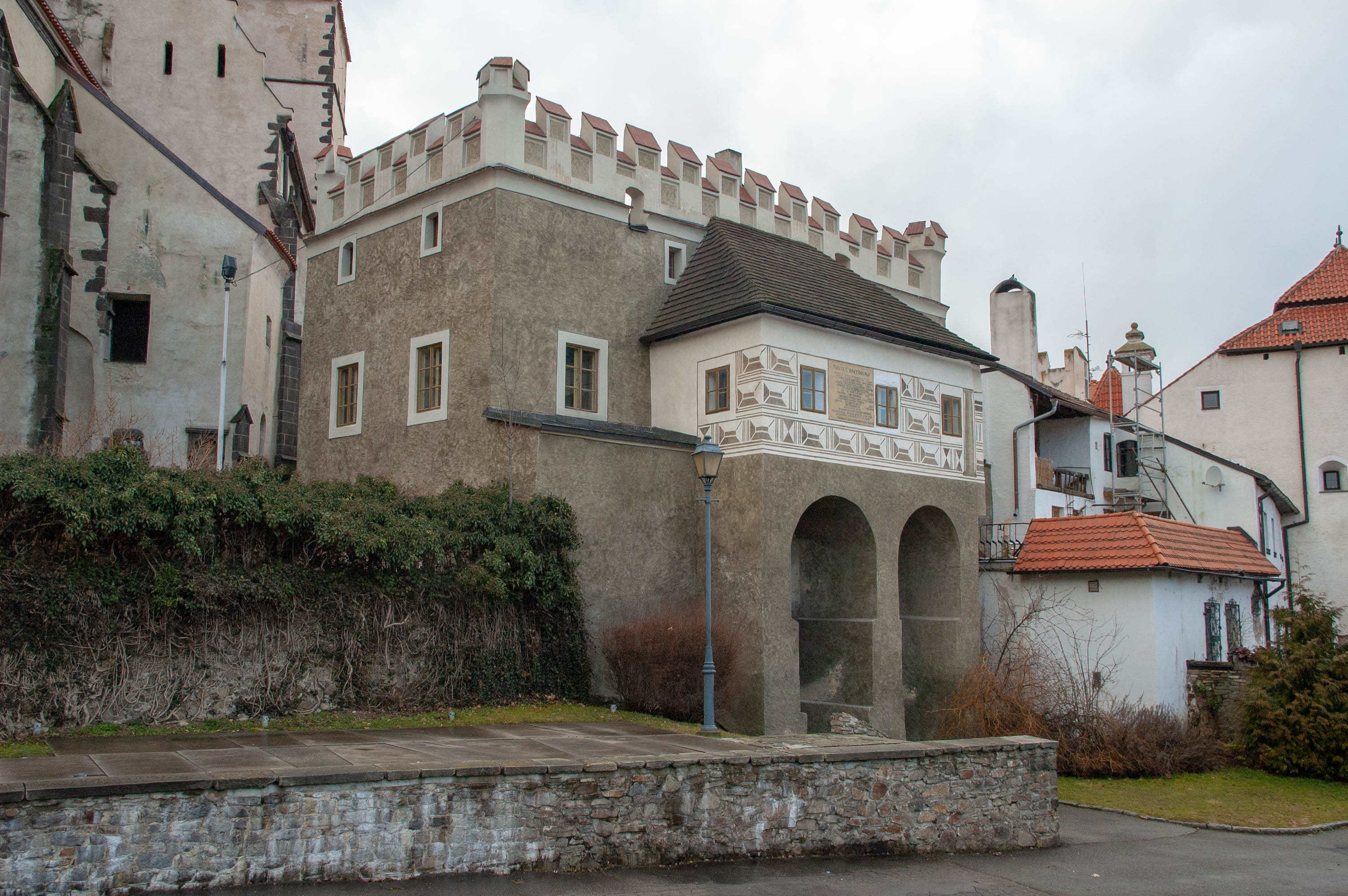
Literátská škola, pohled z parkánu
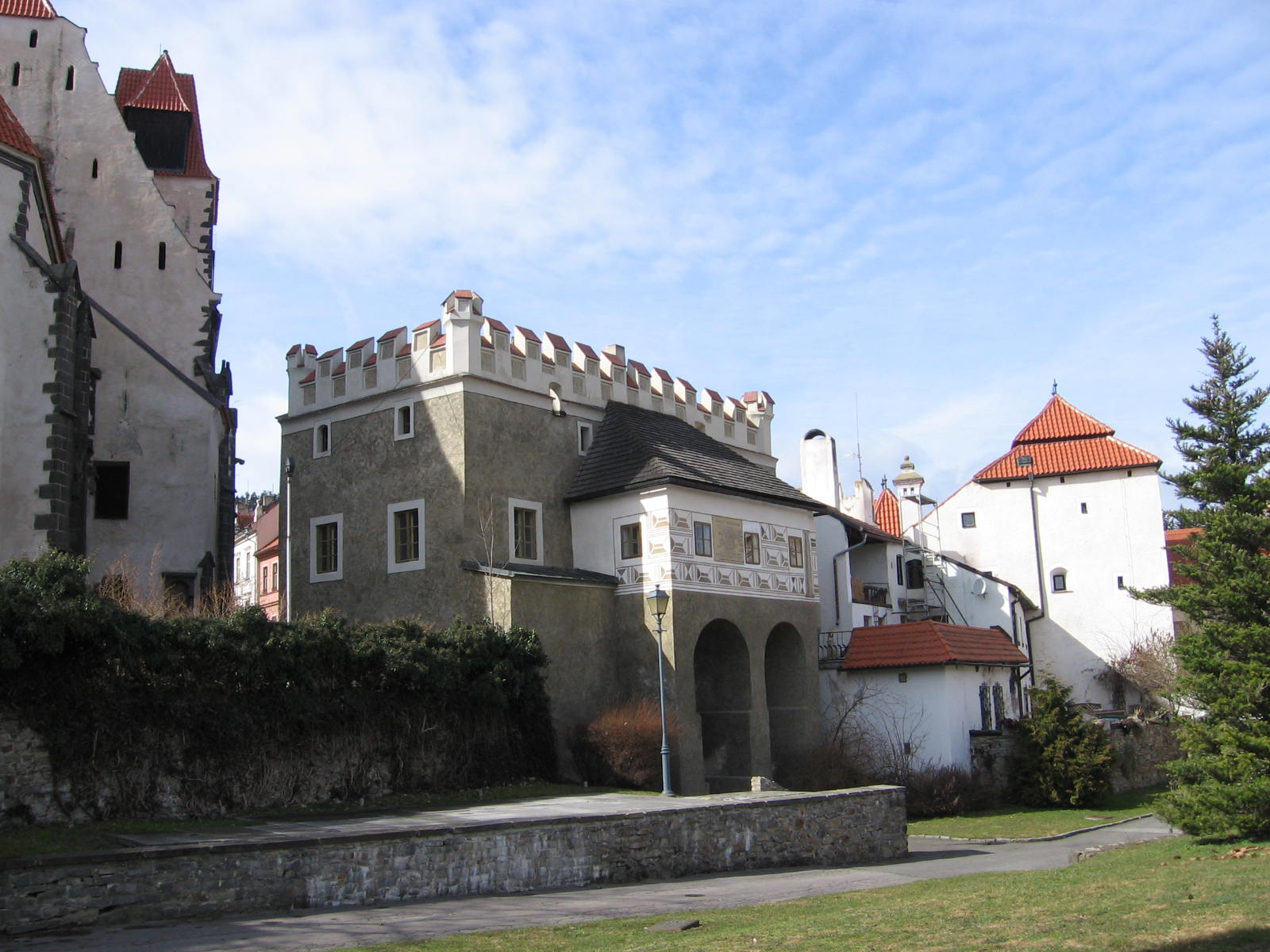
Literátská škola, pohled z parkánu
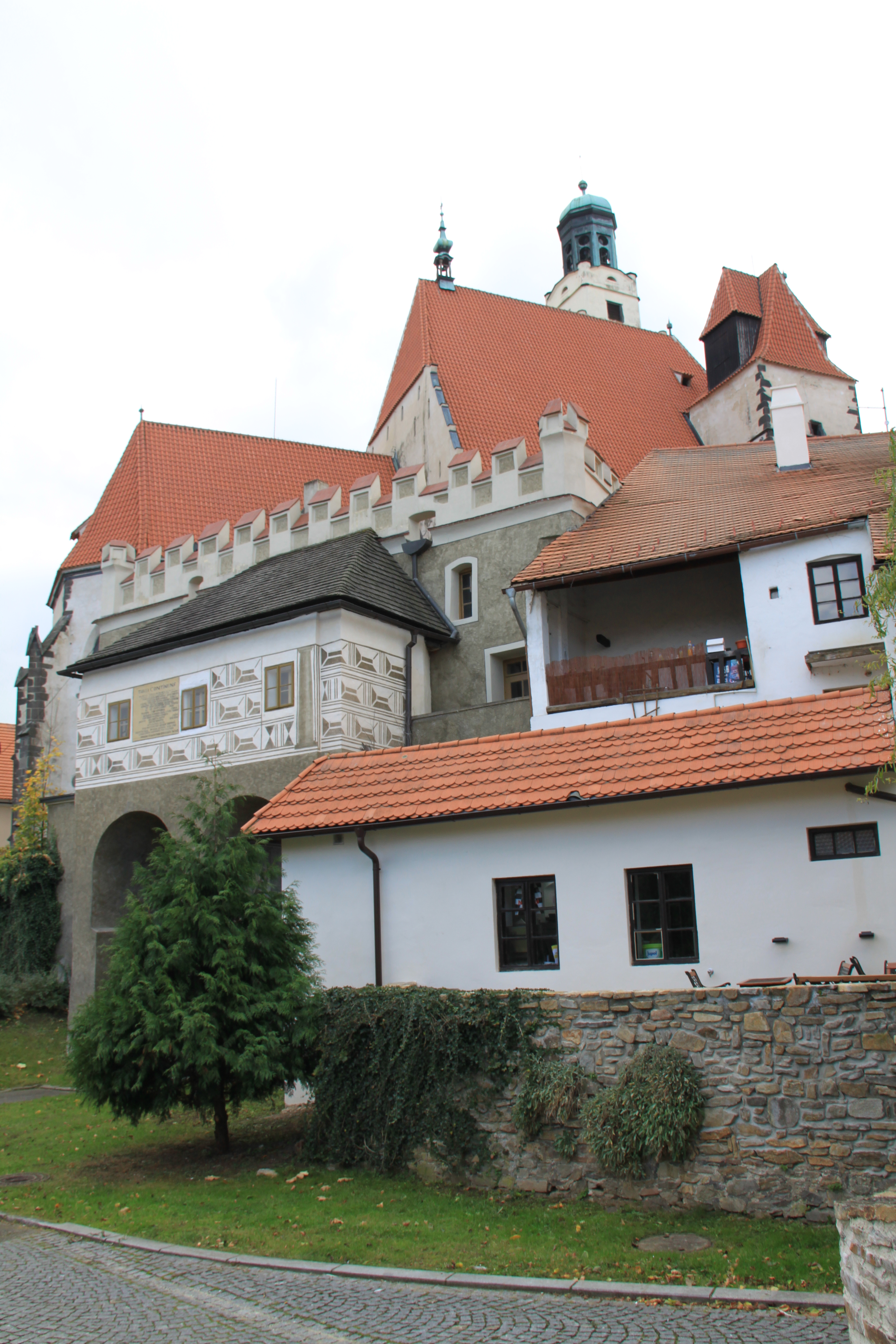
Literátská škola, pohled z parkánu
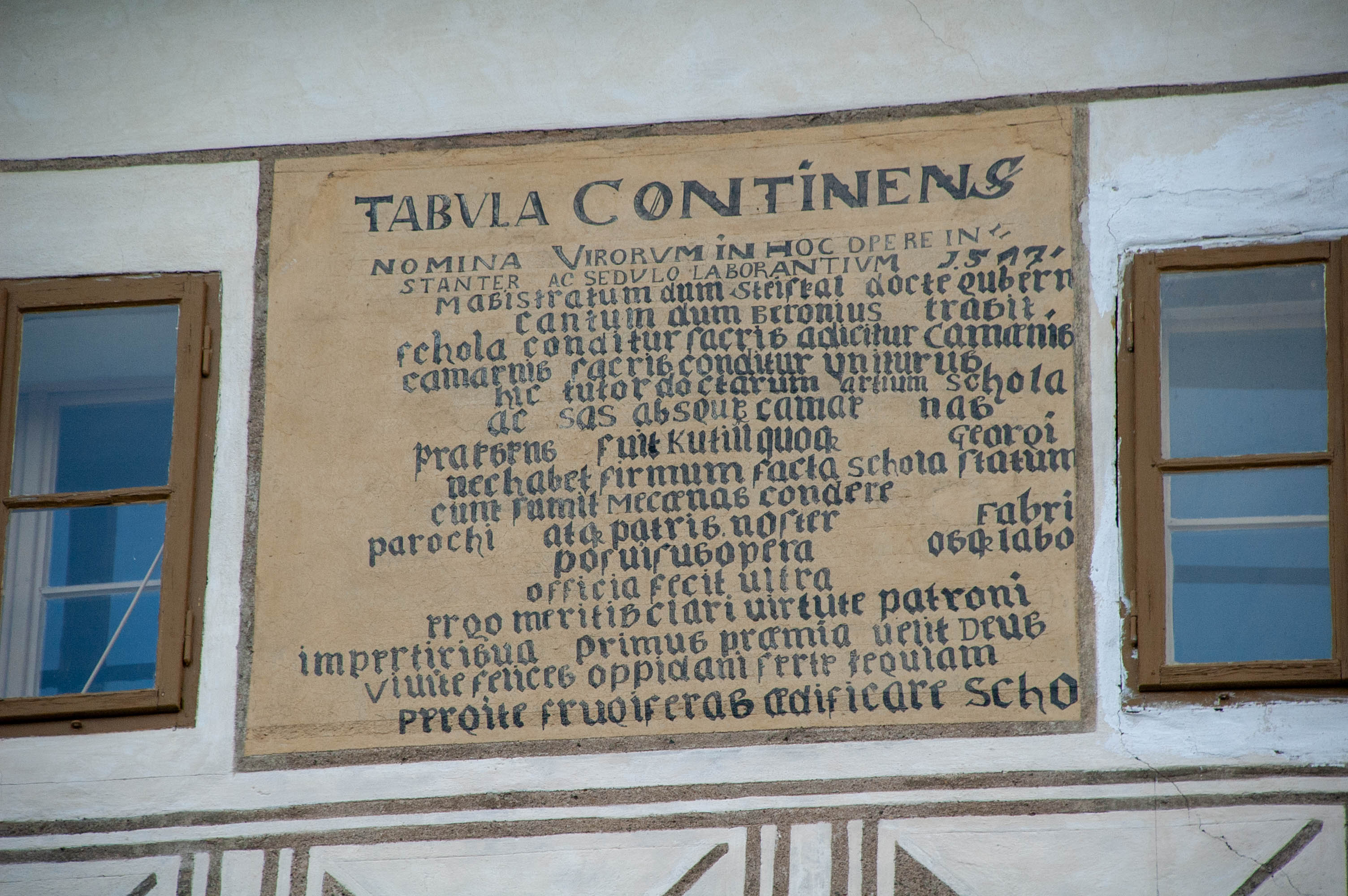
Literátská škola, tabule s latinským nápisem na rizalitu